# Duncan Wilson
Sir Archibald Duncan Wilson, GCMG (* 12. August 1911; † 20. September 1983) war ein britischer Sachbuchautor und Diplomat, der unter anderem zwischen 1957 und 1960 Botschafter in Jugoslawien sowie von 1965 bis 1968 Botschafter in der Sowjetunion war. Darüber hinaus war er zwischen 1971 und 1980 Master und damit Leiter des Corpus Christi College der University of Cambridge.

## Leben
Archibald Duncan Wilson, Sohn von Archibald Edward Wilson und Ethel Mary Schuster, war der ältere Bruder der Philosophin und Hochschullehrerin Helen Mary Wilson, der späteren Baroness Warnock, of Weeke in the City of Winchester. Er selbst begann nach dem Besuch des renommierten 1382 gegründeten Winchester College ein Studium der Klassischen Altertumswissenschaft am Balliol College der University of Oxford. Nachdem eine erste Bewerbung für den diplomatischen Dienst (HM Diplomatic Service) des Außenministeriums (Foreign Office) 1936 zurückgewiesen wurde, arbeitete er zunächst wie sein Vater als Lehrer am Winchester College und wurde im Anschluss 1937 stellvertretender Kurator des British Museum. Während des Zweiten Weltkrieges konnte er doch noch in den diplomatischen Dienst des Außenministeriums eintreten und war nach verschiedenen Verwendungen nach Kriegsende zwischen 1949 und 1951 im Außenministerium Leiter des Referats für Wirtschaftsbeziehungen mit Deutschland und Industrie (Head of German Commercial Relations and Industry Department, Foreign Office).
Im Anschluss war Wilson von 1951 bis 1953 Botschaftsrat an der Botschaft in der Föderativen Volksrepublik Jugoslawien sowie danach zwischen 1953 und 1955 Leiter des Referats für Wirtschaftsbeziehungen im Außenministerium (Head of Economic Relations Department, Foreign Office). Für seine Verdienste wurde er 1955 als Companion des Order of St Michael and St George (CMG) ausgezeichnet. Anschließend fungierte er von 1955 bis 1957 im Außenministerium als Direktor für Forschung und Bibliothekar (Director of Research and Librarian, Foreign Office), ehe er zwischen 1957 und 1959 Geschäftsträger (Charge d’Affaires) der Botschaft in der Volksrepublik China war.
Nach seiner Rückkehr bekleidete Duncan Wilson von 1960 bis 1964 im Außenministerium den Posten als Assistierender Unterstaatssekretär für Osteuropa, die Vereinten Nationen und Abrüstung (Assistant Under-Secretary for Foreign Affairs (Eastern Europe, United Nations Organization and Disarmament)) Als Nachfolger von Michael Creswell wurde er daraufhin 1964 Botschafter in der Sozialistische Föderative Republik Jugoslawien und verblieb auf diesem Posten bis zu seiner Ablösung durch Terence Garvey 1968. Er wurde am 1. Januar 1965 zum Knight Commander des Order of St Michael and St George (KCMG) geschlagen, so dass er fortan den Namenszusatz „Sir“ führte.
Zuletzt wurde Sir Duncan Wilson 1968 Nachfolger von Geoffrey Wedgwood Harrison als Botschafter in der Sowjetunion und bekleidete dieses Amt bis zu seinem Ausscheiden aus dem diplomatischen Dienst 1971, woraufhin John Killick seine dortige Nachfolge antrat. Am 12. Juni 1971 wurde er zum Knight Grand Cross des Order of St Michael and St George (GCMG) erhoben. Nach seinem Ausscheiden aus dem diplomatischen Dienst fungierte er zwischen 1971 und 1980 als Master und damit als Leiter des Corpus Christi College der University of Cambridge. Aus seiner 1937 geschlossenen Ehe mit Elizabeth Anne Martin Fleming gingen ein Sohn und zwei Töchter hervor.

## Veröffentlichungen
Neben seiner diplomatischen Laufbahn verfasste Wilson auch mehrere Sachbücher und Biografien von Persönlichkeiten wie Vuk Stefanović Karadžić und Leonard Sidney Woolf, Zu seinen Veröffentlichungen gehören:
- Germany’s „New Order“, Oxford, The Clarendon Press, 1941
- The life and times of Vuk Stefanović Karadzić, Oxford, Clarendon, 1970, Nachdruck 2007, ISBN 978-3-939659-67-9
- Leonard Woolf: A political biography, Powell, 1978, ISBN 0-312-48001-6
- Tito’s Yugoslavia, 1979